# دلتا هشتک
دلتا هشتک یک ستاره است که در صورت فلکی هشتک قرار دارد. ویژگی مهم این ستاره آن است که ستارهٔ قطبی جنوبی برای سیارهٔ زحل محسوب می‌شود. این ستاره یک و دو دهم برابر خورشید جرم دارد و شعاعش حدود ۲۵ برابر خورشید است. عمر دلتا هشتک هم ۳/۴ میلیارد سال است که یعنی کمابیش همسن خورشید محسوب می‌شود.